# На всяка цена
„На всяка цена“ (на английски: Whatever It Takes) е американска тийн комедия от 2000 г. на режисьора Дейвид Рейнър и участват Шейн Уест, Мария Соколов, Джоди Лин О'Кийф и Джеймс Франко. Премиерата му е в Съединените щати на 31 март 2000 г. Историята на филма е модерна актуализация на пиесата Сирано дьо Бержерак, написана от Едмон Ростан през 1897 г.